# Каппальи, Норма
Норма Глэдис Каппальи (исп. Norma Gladys Cappagli; 17 июня 1939, Буэнос-Айрес, Аргентина — 22 декабря 2020, Буэнос-Айрес, Аргентина) — аргентинская модель, выиграла конкурс Мисс Мира 1960, представляя Аргентину. Она первая аргентинка, завоевавшая этот титул. Конкурс прошёл в Лондоне, Великобритания. В качестве приза она получила 500 фунтов и спортивную машину. После окончания полномочий в качестве Мисс Мира Каппальи работала моделью.
Погибла в ДТП — на перекрёстке Норму сбил автобус.